# Paul von Krause (Politiker)

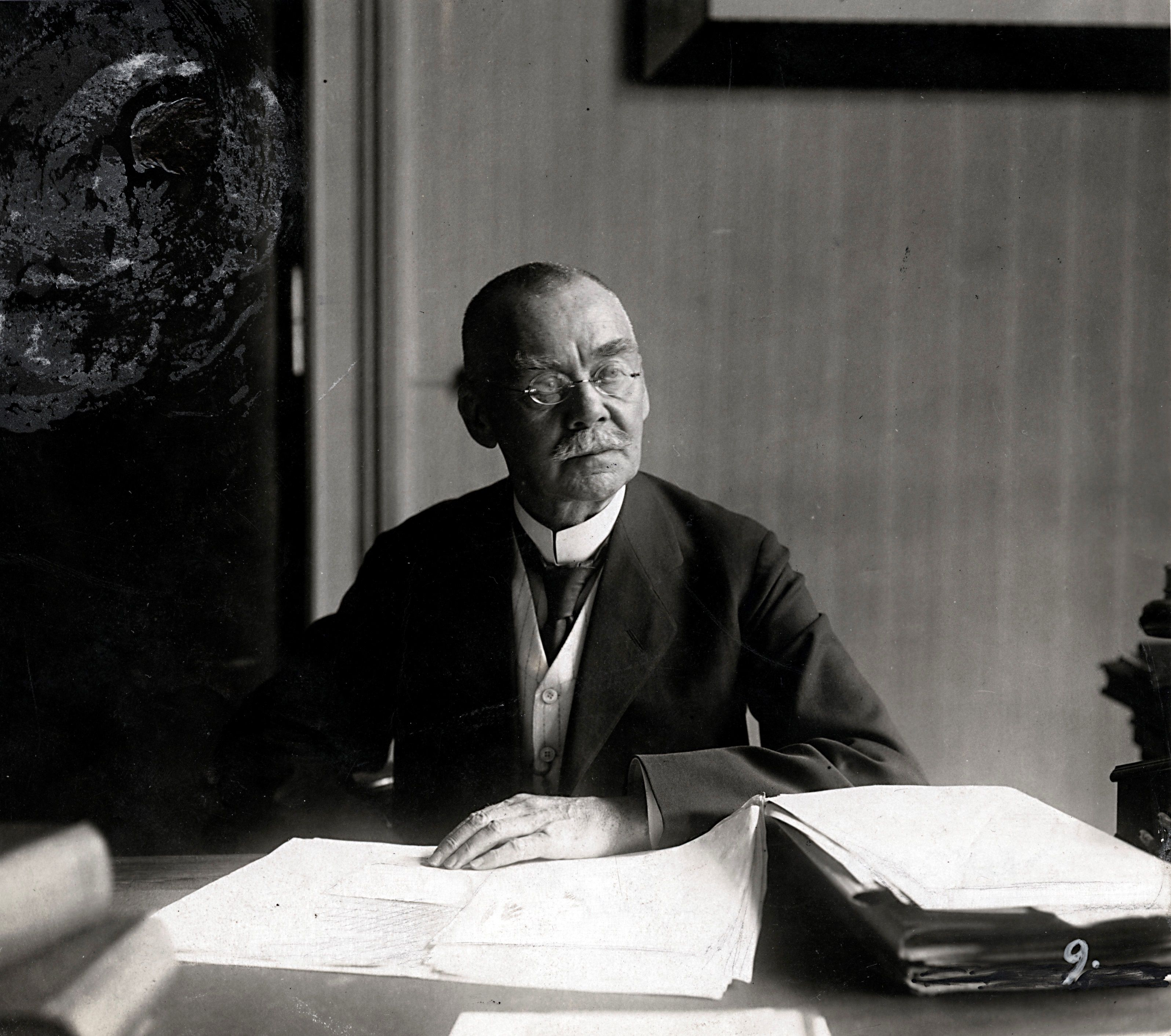
Paul von Krause

Paul Georg Christof Krause, ab 1913 von Krause (* 4. April 1852 in Karbowo bei Strasburg an der Drewenz; † 17. Dezember 1923 in Berlin) war ein deutscher Jurist und Politiker (Nationalliberale Partei).

## Leben
Die bürgerlichen Vorfahren stammten aus Westpreußen. Die Eltern waren Eduard Krause (* 1818), Vorsteher einer landwirtschaftlichen Kreditbank, und Mathilde Auguste Bischoff (* 1824). Paul (sen.) studierte von 1870 bis 1873 in Leipzig, Heidelberg und Berlin die Rechts- und Sozialwissenschaften und wurde vier Jahre später in Göttingen promoviert. Während seines Studiums wurde er 1870 Mitglied der Leipziger Burschenschaft Germania. 1878 wurde er Assessor und daraufhin Staatsanwaltsvertreter in Insterburg und Königsberg. Ab 1880 war Krause als Rechtsanwalt und ab 1887 zusätzlich als Notar in Königsberg tätig. 1890 übersiedelte er nach Berlin. Im Jahre 1888 wurde er zum ersten Mal für die Nationalliberale Partei in das Preußische Abgeordnetenhaus gewählt, dem er – seit 1896 als zweiter Vizepräsident – bis 1917 angehörte.
Krause bekleidete zahlreiche höhere Posten im Bereich der deutschen Justiz, so war er Vorstandsmitglied des Deutschen Anwaltvereins (1902–1909) und Vorstandsvorsitzender der Berliner Anwaltskammer (1905–1917). Auch dem Verein für die Deutsche Binnenschifffahrt saß er von 1904 bis 1906 vor. Man ernannte ihn 1906 zum Geheimen Justizrat, erhob ihn anlässlich des Kaiserjubiläums 1913 in den erblichen Adelsstand und ernannte ihn schließlich 1917 zum Staatssekretär im Reichsjustizamt. Er wurde der letzte in dieser Position, denn mit dem Ende des Kaiserreiches und der Entstehung des Reichsministeriums der Justiz schied er am 13. Februar 1919 aus diesem Amt aus. Aus seiner juristischen Karriere ragt vor allem sein Anteil an der Erarbeitung des Allgemeinen Teils des BGB und der Deutschen Steuerreform heraus.
Seine politische Aktivität setzte er in der Weimarer Republik fort. Krause trat in die Nachfolgepartei der Nationalliberalen, die Deutsche Volkspartei, ein und saß ab 1919 bis zu seinem Tode in der Preußischen Landesversammlung bzw. im Preußischen Landtag.
Aus seiner 1880 geschlossenen Ehe mit Anna Burchard hatte er vier Söhne. Der älteste, Paul (jun.) (1882–1946), war später Landrat u. a. im Kreis Strelno und in Querfurt sowie Mitglied des Provinziallandtags; der jüngste, Helmuth (1893–1980), Arzt in Berlin und Ehemann der Grotesktänzerin Valeska Gert. Der zweitälteste Sohn Ernst von Krause war zuletzt Generalmajor.
Paul von Krause starb 1923 im Alter von 71 Jahren in Berlin und wurde auf dem Evangelischen Kirchhof Nikolassee beigesetzt. Das Grab ist nicht erhalten.
Im Berliner Ortsteil Zehlendorf wurde die Paul-Krause-Straße nach ihm benannt.